# Spit It Out
Pour les articles homonymes, voir Spit It Out (homonymie).
Singles de Slipknot
Wait and Bleed
(1999) Left Behind
(2001)
Spit It Out est une chanson du groupe de Nu metal Slipknot. La chanson est le premier single extrait de leur premier album homonyme.

## Développement et accueil
Plusieurs débats se déroulent initialement quant au choix du premier single de l'album. Le guitariste Mick Thomson et le percussionniste Shawn Crahan se disent enthousiastes quant au choix de Surfacing comme single suivant. Spit It Out est finalement choisi pour être le premier single. La chanson atteint la 28e place du UK Singles Chart et la 1re du UK Rock and Metal Chart au Royaume-Uni,. Elle est également incluse dans le coffret 10e anniversaire du groupe. Surfacing est finalement commercialisé comme promotionnel en France.

## Clip vidéo
Le clip vidéo de Spit It Out est réalisé par Thomas Mignone et se compose d'un montage entre une performance sur scène de la chanson et un hommage du groupe au film d'horreur The Shining, avec Joey Jordison dans le rôle de Danny Torrance ; Shawn Crahan et Chris Fehn dans le rôle des jumeaux Grady ; Corey Taylor dans le rôle de Jack Torrance ; Mick Thomson dans le rôle de  Lloyd the Bartender ; Craig Jones dans le rôle de Dick Hallorann ; James Root dans le rôle de Wendy Torrance ; Paul Gray dans le rôle de Harry Derwent ; et Sid Wilson dans le rôle du cadavre. Des séquences de The Shining pour la vidéo sont tournées à la Villa Carlotta, d'Hollywood (Californie), et sont montées par Chris Jordan et Robert Piser. La vidéo est bannie de MTV, pour images violentes, incluant Corey Taylor brisant une porte avec une hache et la scène durant laquelle James Root attaque Corey Taylor avec une batte de base-ball.

## Liste des titres
CD single
1. Spit It Out – 2:41
2. Surfacing (Live) – 3:46
3. Wait and Bleed (Live) – 2:45

7" single
1. Spit It Out  – 2:41
2. Surfacing (Live) – 3:46

Single promotionnel (États-Unis)
1. Spit It Out (Edit) – 2:40
2. Call-Out Hook  – 0:12

Single promotionnel (Europe)
1. Spit It Out